# Comté de Perry (Tennessee)
Pour les articles homonymes, voir Comté de Perry et Perry.
Le comté de Perry est un comté de l'État du Tennessee, aux États-Unis.